# Турецько-курдський конфлікт
Ця стаття про історію турецько-курдського конфлікту різних епох. Про конфлікт кінця 20 - поч. 21 століття див. Повстання Робітничої партії Курдистану
Курдські націоналістичні повстання періодично відбувалися в Туреччині, починаючи з турецької війни за незалежність та подальшого переходу від Османської імперії до сучасної турецької держави, і тривають до сьогодні у вигляді поточного конфлікту між Робітничою партією Курдистану і Туреччиною.
Згідно з османськими військовими записами, курдські повстання відбуваються в Анатолії вже понад два століття. Хоча великі племінні курдські повстання стрясали Османську імперію в останні десятиліття її існування, вважається, що сучасна фаза конфлікту почалася в 1922 році, одночасно з появою курдського націоналізму, що відбувалося паралельно з формуванням сучасної турецької держави. У 1925 році повстання за незалежний Курдистан, очолене шейхом Саїдом Пірані, було швидко придушене, і незабаром після цього Саїда та 36 його прихильників було страчено. Інші великі курдські повстання відбулися в Арараті та Дерсимі у 1930 та 1937 роках. Британський консул у Трабзоні, найближчому до Дерсима дипломатичному представництві, повідомляв про жорстокі та безрозбірливі акти насильства й прямо порівнював їх з геноцидом вірмен 1915 року. «Тисячі курдів, — писав він, — включно з жінками та дітьми, було вбито; інших, здебільшого дітей, кидали у Євфрат; ще тисячі в менш ворожих районах, яких попередньо позбавили худоби та іншого майна, було депортовано до вілаєтів у Центральній Анатолії. Зараз стверджується, що курдського питання в Туреччині більше не існує».
Курди звинувачують турецькі уряди в придушенні їхньої ідентичності шляхом заборони курдських мов у друкованих виданнях і медіа. Ататюрк вважав, що єдність і стабільність країни залежить від існування унітарної політичної ідентичності, відсуваючи культурні та етнічні відмінності до приватної сфери. Однак багато курдів не зреклися своєї ідентичності, як і своєї мови. Масштабні збройні конфлікти між турецькими збройними силами та Робітничою партією Курдистану відбувалися протягом 1980-х і 1990-х років, унаслідок чого загинуло понад 35 000 людей.

## Передумови
Історія курдських повстань проти Османської імперії налічує понад два століття, однак сучасний конфлікт бере початок з скасування халіфату. За правління Абдул-Гаміда II, який був як Халіф, так і Султан, курди залишалися вірними підданими халіфа, і створення секулярної республіки після скасування халіфату в 1924 році стало джерелом масштабного обурення. Установлення турецької націоналістичної держави та турецького громадянства поклало край віковій системі міллет, яка об’єднувала мусульманські етнічні групи Османської імперії під спільною мусульманською ідентичністю. Різноманітні мусульманські етнічні групи колишньої імперії вважалися турками новоствореною секулярною турецькою державою, яка не визнавала ні окремої курдської, ні ісламської національної ідентичності. Одним із наслідків цих глибоких змін стала серія повстань у східних і південно-східних регіонах Туреччини, населених курдами.

## Історія
На початок XXI століття курди залишаються найбільшим з народів без власної державності (близько 30-ти мільйонів людей). Севрська мирна угода між Туреччиною та Антантою (1920) передбачала створення незалежного Курдистану. Однак ця угода так і не набрала чинності й була анульована після підписання Лозаннської угоди (1923). У 1920—1930-ті роки курди кілька разів безуспішно повставали проти турецької влади.
У 1961 році почалось курдське повстання в Іраку, що з перервами тривало кілька десятиліть. Зростання курдського націоналізму призвело до виникнення у 1978 році Курдської робітничої партії (КРП) — військово-політичної організації марксистського спрямування, що ставила собі на меті суверенну державу курдів у Туреччині. У той самий час турецьких курдів переслідували: використання курдської мови було заборонено, а сама курдська національність не визнавалась (офіційна влада стала називати курдів «гірськими турками»). 15 серпня 1984 року КРП почала партизанську війну у південно-східних провінціях Туреччини. Для боротьби з партизанами було залучено регулярну турецьку армію, у 1987 році у цьому регіоні введено надзвичайний стан. КРП також розгорнула терористичну кампанію, організовуючи вибухи у турецьких містах та напади на громадян Туреччини в інших країнах. Основні курдські бази розташовувались на півночі Іраку. За угодою між урядами двох країн, турецькі сили безпеки мали право вторгатись на територію Іраку, переслідуючи партизанські загони. Упродовж 1990-их років Туреччина провела цілу низку воєнних операцій в Іраку (найбільші у 1995 і 1997 роках).
Найбільшим успіхом Туреччини у боротьбі проти КРП стало захоплення турецькими спецслужбами лідера цієї організації Абдулли Оджалана у Кенії (лютий 1999 року). З цього моменту партизанська боротьба КРП пішла на спад. На початку 2000-их бойові дії на південному сході Туреччини практично припинились, однак у 2005—2006 роках партизани знову активізувались. Як і раніше, вони діяли з баз на півночі Іраку. У лютому 2008 року турецька армія провела найбільшу операцію проти цих баз за останнє десятиліття.
З 2004 року сформувалось угруповання Яструби свободи Курдистану, яке також здійснює терористичні акти проти Туреччини.
До 2008 року число загиблих у бойових діях оцінюється приблизно у 40 тисяч людей.
У серпні 2011 року турецька армія провела серію безуспішних повітряних рейдів на територію Іракського Курдистану.
25 квітня 2013 року РПК оголосила, що виведе всі свої сили з Туреччини до північного Іраку. За словами турецького уряду, курдів та більшості ЗМІ, цей крок знаменує собою кінець 30-річного конфлікту. Друга фаза, яка включає конституційні та правові зміни у бік визнання прав людини курдів, починається одночасно з виведенням військ.
25 липня 2015 року Робоча партія Курдистану заявила про неможливість подальшого перемир'я з Туреччиною. Це стало результатом бомбардувань турецькими ВПС території Іраку, що торкнулися як територій, контрольованих Ісламською державою, так і позиції курдів. Перемир'я діяло з 2013 року через необхідність спільних дій проти Ісламської держави. Після цього вторгнення турецьких військ на північ Іраку триває досі.
20 січня 2018 року Збройні Сили Туреччини розпочали військову операцію в місті Афрін у Сирії під назвою «Оливкова гілка». Метою цієї операції вважається ліквідація курдських повстанських груп Демократичний союз (PYD) та Загони народної оборони (YPG), які були дислоковані на територіях Північної Сирії та розташовувалися близько до південно-східних кордонів Туреччини, які були переважно населені курдами. За офіційними заявами уряду Туреччини, перелічені повстанські угруповання є лівими крилами Робочої партії Курдистану та ведуть підривну діяльність на південно-східних кордонах Туреччини.